# Dollars and the Woman (film 1916)
Dollars and the Woman è un film muto del 1916 diretto da Joseph Kaufman. La sceneggiatura si basa su Dollars and Cents, romanzo di Albert Payson Terhune pubblicato a New York nel 1915.

## Produzione
Il film fu prodotto dalla Lubin Manufacturing Company con il titolo di lavorazione Dollars and Cents.

## Distribuzione
Il copyright del film, richiesto dalla Lubin Mfg. Co., fu registrato il 18 marzo 1916 con il numero LP7861.
Distribuito dalla V-L-S-E, il film venne distribuito nelle sale statunitensi il 18 marzo 1916.
Non si conoscono copie ancora esistenti della pellicola che viene considerata presumibilmente perduta.